# برکه قوال
برکه قوال مربوط به دوره قاجار است و در لار، خیابان آیت الله خامنه‌ای، کوچه روبروی مسافرخانه اتحاد واقع شده و این اثر در تاریخ ۱۹ مرداد ۱۳۸۴ با شمارهٔ ثبت ۱۲۶۹۱ به‌عنوان یکی از آثار ملی ایران به ثبت رسیده است.